# Pterophyllum scalare
Pterophyllum scalare é um pequeno grupo de peixes de água doce conhecidos popularmente como Acará-Bandeira. São provenientes da Amazônia e facilmente encontrados nos leitos dos rios da região, bem como na América do Sul. Pertencem à família dos Cichlidaes e são espécies ornamentais.

## Descrição biológica

### Distribuição
Os Pterophyllum scalare são provenientes da América do Sul, sendo facilmente encontrados nos rios amazônicos. São encontrados geralmente em pântanos e em rios com densa vegetação aquática, com grande quantidade de raízes e troncos.

### Características e comportamento

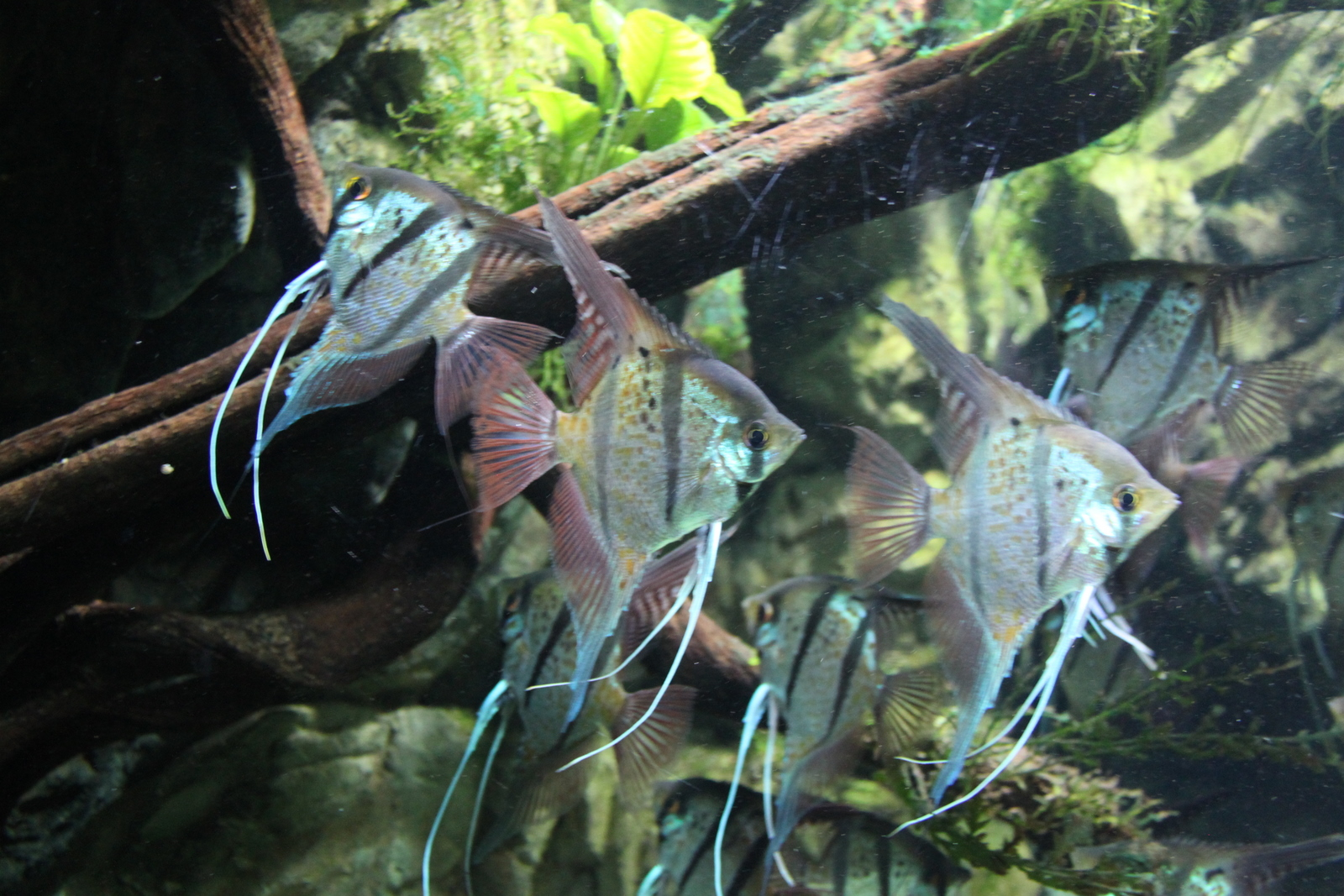
Cardume de Pterophyllum scalare.

Possuem o corpo lateralmente achatado, com barbatana dorsal e anal relativamente grande. Podem chegar a 15 centímetros, sendo que os machos são maiores que as fêmeas. São espécies ornamentais e em seu habitat natural alimentam-se de pequenos insetos e peixes que vivem nos rios, mas em cativeiro podem ser alimentados com rações à base de larvas de mosquito e artemia salina. Desenvolvem-se principalmente em lagoas com abundante vegetação aquática.
Na natureza são encontrados em cardumes, por isso devem ser mantidos em grupos de pelo menos cinco indivíduos. É muito difícil conseguir identificar seu dimorfismo sexual, sendo a única maneira de ter a certeza é durante a postura, quando os órgãos sexuais ficam visíveis. As fêmeas têm o ovopositor largo e virado para trás e os machos têm o espermoderme fino e virado para frente. São espécies ovíparas e sua reprodução ocorrem com certa facilidade em cativeiro. São peixes consideravelmente pacíficos, mas podem tornar-se agressivo com outros peixes para defender seu território, inclusive com os da sua espécie. Sua coloração natural era composta por tons acinzentados com cerca de quatro listras pretas, mas devido acasalamento excessivo surgiram exemplares com colorações variadas entre preto, amarelo, cinza e branco. Desenvolvem a maturidade sexual aos 12 meses de idade.

## Criação em aquário
O Pterophyllum scalare é um dos mais populares peixes de água doce do mundo usado para o aquarismo, sendo que os primeiros registros da introdução da espécie em cativeiro datam da década de 1930. Inicialmente os exemplares selvagens eram capturados aos milhares e exportados para todos os centros de aquariofilia do mundo. A partir destes, criadores estrangeiros, principalmente do Japão,Angola, Estados Unidos, China e Alemanha, passaram a procriá-los em cativeiro, em escala comercial, diminuindo a quantidade dos peixes coletados na natureza.
Como são peixes tropicais, são mantidos em aquário com uma temperatura de aproximadamente 22 a 30ºC. Podem ser alimentados com larvas de mosquito, camarão e pequenos crustáceos de água doce, bem como com rações em flocos.
É bastante resistente com a qualidade da água, não sendo exigente com relação a dureza da água. Entretanto ele é originário de rios com água mole, por isso é aconselhável freqüentes trocas parciais de água a fim de se manter o nível de dureza baixo. O tamanho do aquário indicado para a criação da espécie é de no mínimo 80 a 100 centímetros, visto que são peixes grandes e territorialistas. Preferem águas ácidas, com o pH em torno de 6.8 ou 7.0 e aquários bem plantados. Devem ser mantidos em cardume com cinco ou mais indivíduos, visto que se forem introduzidos ao aquário sozinho pode se tornar agressivo com os outros peixes.